# Halyna Pundyk
Halyna Vasylivna Pundyk (ukrainska: Галина Василівна Пундик), född den 7 november 1987 i Chotyrboky i Ukrainska SSR i Sovjetunionen, är en ukrainsk fäktare som tog OS-guld i damernas lagtävling i sabel i samband med de olympiska fäktningstävlingarna 2008 i Peking.